# 데니스 카니사
데니스 카니사(스페인어: Denis Ramón Caniza Acuña, 1974년 8월 29일 ~)는 파라과이의 은퇴한 축구 선수이다. 선수 시절 포지션은 풀백이다. 2010년 FIFA 월드컵때는 파라과이 대표팀의 주장으로 출전했다.

## 경력
- 1998 프랑스 월드컵 국가대표
- 1999 코파 아메리카 국가대표
- 2001 코파 아메리카 국가대표
- 2002 한일 월드컵 국가대표
- 2006 독일 월드컵 국가대표
- 2010 남아프리카 공화국 월드컵 국가대표

## 같이 보기
- A매치 100경기 이상 출전한 축구 선수 명단